# Обстріли Берислава (серпень 2025)
Ця стаття є частиною сторінки Обстріли Берислава (2025) з 24 лютого 2022 року, яка є частиною Історії Берислава та Обстрілів Берислава.
Обстріли Берислава за серпень 2025 року — низка терористичних атак на місто Берислав та район військами РФ, що почалися під час російського вторгнення в Україну з 24 лютого 2022 року та тривають понині.
Берислав до вторгнення Росії в Україну був осередком освіти Херсонщини з двома коледжами.
Зараз місто зазнало значних руйнувань, заміновані околиці, відсутні комунальні послуги. Під час окупації в місті була гостра нестача продуктів та ліків. Після деокупації місто зазнало нових випробувань, зокрема, відсутності електроенергії та води. Зараз Берислав перебуває під постійними обстрілами, внаслідок яких багато будинків пошкоджено, є поранені та загиблі. Багато людей в місті відмовляються покидати свої домівки, незважаючи на обстріли.

## Хронологія

### 1 серпня 2025 року
1 серпня 2025 року на території Бериславської, Новоолександрівської, Нововоронцовської та Тягинської громад зафіксовано російські артилерійські обстріли та атаки безпілотниками. Постраждали населені пункти Берислав, Нововоронцовка, Шляхове, Томарине, Золота Балка, Хрещенівка, Тягинка, Високе, Вірівка, Львове та Миколаївка. Унаслідок обстрілів пошкоджено житлові будинки та господарські споруди. Поблизу села Високе виникла пожежа сухої рослинності, яку ліквідували рятувальники ДСНС. У місті Берислав зафіксовано смерть 46–річного чоловіка.

### 2 серпня 2025 року
2 серпня 2025 року на території Бериславської, Новорайської, Новоолександрівської, Милівської та Тягинської громад зафіксовано російські артилерійські обстріли та атаки безпілотниками. Постраждали населені пункти Берислав, Шляхове, Томарине, Новорайськ, Червоний Маяк, Новоолександрівка, Золота Балка, Суханове, Тягинка, Вірівка, Львове, Миколаївка, Ольгівка та Одрадокам’янка. Унаслідок обстрілів пошкоджено житлові будинки та господарські споруди. Поблизу Суханового виникла пожежа сухої рослинності на території Національного природного парку «Кам’янська Січ». Жертв і постраждалих серед цивільного населення немає. Інформацію надав начальник Бериславської районної військової адміністрації Володимир Літвінов.

### 3 серпня 2025 року
3 серпня 2025 року на території Новорайської та Тягинської територіальних громад громад зафіксовано російські артилерійські обстріли та атаки безпілотниками. Постраждали населені пункти Крупиця, Червоний Маяк, Тягинка, Бургунка та Одрадокам’янка. Унаслідок обстрілів пошкоджено житлові будинки та господарські споруди. Жертв і постраждалих серед цивільного населення немає. Інформацію надав начальник Бериславської районної військової адміністрації Володимир Літвінов.

### 4 серпня 2025 року
4 серпня 2025 року на території Бериславської, Новорайської, Нововоронцовської, Милівської та Тягинської територіальних громад зафіксовано російські артилерійські обстріли та атаки безпілотниками. Унаслідок обстрілів постраждали населені пункти Берислав, Нововоронцовка, Новорайськ, Золота Балка, Гаврилівка, Качкарівка, Тягинка, Бургунка, Високе, Вірівка, Львове, Ольгівка та Дудчани. Унаслідок обстрілів пошкоджено житлові будинки, господарські споруди та об’єкти сільськогосподарської інфраструктури в Золотій Балці та Нововоронцовці. Жертв і постраждалих серед цивільного населення немає. Інформацію надав начальник Бериславської районної військової адміністрації Володимир Літвінов.

### 5 серпня 2025 року
5 серпня 2025 року на території Бериславської, Новорайської, Новоолександрівської, Нововоронцовської, Милівської та Тягинської територіальних громад зафіксовано російські артилерійські обстріли та атаки безпілотниками. Постраждали населені пункти Берислав, Шляхове, Новорайськ, Червоний Маяк, Михайлівка, Золота Балка, Гаврилівка, Осокорівка, Милове, Дудчани, Тягинка, Бургунка, Високе, Вірівка, Львове, Миколаївка та Одрадокам’янка. Унаслідок обстрілів пошкоджено житлові будинки та господарські споруди, зафіксовано випадки загоряння. Жертв і постраждалих серед цивільного населення немає. Інформацію надав начальник Бериславської районної військової адміністрації Володимир Літвінов.

### 6 серпня 2025 року
6 серпня 2025 року на території Бериславської, Новоолександрівської, Нововоронцовської, Милівської та Тягинської територіальних громад зафіксовано російські артилерійські обстріли та атаки безпілотниками. Постраждали населені пункти Берислав, Шляхове, Гаврилівка, Михайлівка, Шевченківка, Хрещенівка, Милове, Дудчани, Качкарівка, Новокаїри, Тягинка, Бургунка, Вірівка, Львове, Миколаївка та Одрадокам’янка. Унаслідок обстрілів пошкоджено житлові будинки, господарські споруди та лінію електропередач у Хрещенівці. У Шевченківці зафіксовано загоряння складського приміщення, ліквідацією займалися підрозділи ДСНС і добровільної пожежної охорони Нововоронцовської громади. У Новокаїрах внаслідок обстрілів поранено 73–річного чоловіка. Інформацію надав начальник Бериславської районної військової адміністрації Володимир Літвінов.

### 7 серпня 2025 року
7 серпня 2025 року на території Бериславської, Новорайської, Новоолександрівської, Нововоронцовської, Милівської та Тягинської територіальних громад зафіксовано російські артилерійські обстріли та атаки безпілотниками. Постраждали населені пункти Берислав, Нововоронцовка, Шляхове, Монастирське, Українка, Тягинка, Бургунка, Вірівка, Миколаївка, Ольгівка, Одрадокам’янка, Новоберислав, Качкарівка та Дудчани. Унаслідок обстрілів пошкоджено житлові будинки, господарські споруди, приватний транспортний засіб, навчальний заклад у Качкарівці та адміністративну будівлю в Дудчанах. У Бериславі поранено 50–річну жінку, якій надано медичну допомогу. Інформацію надав начальник Бериславської районної військової адміністрації Володимир Літвінов.

### 8 серпня 2025 року
8 серпня 2025 року на території Бериславської, Новорайської, Новоолександрівської, Нововоронцовської, Милівської та Тягинської територіальних громад зафіксовано російські артилерійські обстріли та атаки безпілотниками. Постраждали населені пункти Берислав, Томарине, Новорайськ, Золота Балка, Осокорівка, Нова Кам’янка, Дудчани, Новокаїри, Тягинка, Високе, Вірівка, Львове, Миколаївка, Ольгівка та Одрадокам’янка. Унаслідок обстрілів пошкоджено житлові будинки та господарські споруди. Зафіксовано загоряння сухої рослинності поблизу Новокаїр та Нова Кам’янка, зокрема на території Національного природного парку «Кам’янська Січ». До гасіння пожеж залучено підрозділи ДСНС, місцевої пожежної охорони Тягинської громади та добровільної пожежної охорони «Кам’янська Січ». Внаслідок обстрілів у Бериславі загинув 75–річний чоловік, а у Львовому — 50–річна жінка. Інформацію надав начальник Бериславської районної військової адміністрації Володимир Літвінов.

### 9 серпня 2025 року
9 серпня 2025 року на території Бериславської, Новоолександрівської, Нововоронцовської та Тягинської територіальних громад зафіксовано російські артилерійські обстріли та атаки безпілотниками. Постраждали населені пункти Берислав, Новоберислав, Шляхове, Томарине, Золота Балка, Осокорівка та Ольгівка. Унаслідок обстрілів пошкоджено житлові будинки та господарські споруди. Жертв і постраждалих серед цивільного населення немає. Інформацію надав начальник Бериславської районної військової адміністрації Володимир Літвінов.

### 10 серпня 2025 року
10 серпня 2025 року на території Бериславської, Новорайської, Новоолександрівської, Нововоронцовської, Милівської та Тягинської територіальних громад зафіксовано російські артилерійські обстріли та атаки безпілотниками. Постраждали населені пункти Берислав, Новоберислав, Шляхове, Томарине, Крупиця, Монастирське, Українка, Петропавлівка, Нововоскресенське, Осокорівка, Шевченківка, Хрещенівка, Дудчани, Качкарівка, Високе, Вірівка та Львове. Унаслідок обстрілів пошкоджено житлові будинки, господарські споруди, транспортні засоби, приміщення фельдшерсько–акушерського пункту в Дудчанах. У Шевченківці та Томариному зафіксовано пожежі, ліквідацією займалися підрозділи ДПО Нововоронцовської громади та ДСНС. У Качкарівці поранено трьох чоловіків віком 50, 45 та 47 років; один із них помер дорогою до лікарні. В селі Українка поранено 32–річного чоловіка. Усім постраждалим надано медичну допомогу. Інформацію надав начальник Бериславської районної військової адміністрації Володимир Літвінов.

### 11 серпня 2025 року
11 серпня 2025 року на території Бериславської, Новорайської, Новоолександрівської, Нововоронцовської, Милівської та Тягинської територіальних громад зафіксовано російські артилерійські обстріли та атаки безпілотниками. Постраждали населені пункти Берислав, Томарине, Новорайськ, Костирка, Біляївка, Осокорівка, Дудчани, Тягинка, Бургунка, Вірівка, Львове, Миколаївка, Ольгівка та Одрадокам’янка. Унаслідок обстрілів пошкоджено житлові будинки, господарські споруди та об’єкт критичної інфраструктури в Томариному. У Костирці зафіксовано загоряння сухої рослинності, ліквідацією займалися підрозділи ДСНС. В Осокорівці поранено 71–річну жінку, яку доставлено до лікарні. Інформацію надав начальник Бериславської районної військової адміністрації Володимир Літвінов.

### 12 серпня 2025 року
12 серпня 2025 року на території Бериславської, Новорайської, Новоолександрівської, Нововоронцовської, Милівської та Тягинської територіальних громад зафіксовано російські артилерійські обстріли та атаки безпілотниками. Постраждали населені пункти Берислав, Нововоронцовка, Томарине, Шляхове, Новорайськ, Костирка, Монастирське, Червоний Маяк, Золота Балка, Михайлівка, Шевченківка, Дудчани, Качкарівка, Тягинка, Бургунка, Ольгівка та Одрадокам’янка. Унаслідок обстрілів пошкоджено житлові будинки, господарські споруди, приватні транспортні засоби, у Томариному пошкоджено об’єкт критичної інфраструктури, а в Качкарівці — приміщення Пункту незламності, у Новорайську — автомобіль швидкої допомоги. У Шевченківці зафіксовано пожежу приватної оселі, ліквідацією займалися ДСНС і ДПО Нововоронцовської громади. У Шляховому загинули двоє чоловіків віком 86 та 56 років. Між селами Новорайськ і Костирка внаслідок атаки на цивільний автомобіль поранено чоловіка і жінку приблизно 60–річного віку; обидва померли дорогою до лікарні. Інформацію надав начальник Бериславської районної військової адміністрації Володимир Літвінов.

### 13 серпня 2025 року
13 серпня 2025 року на території Бериславської, Новорайської, Новоолександрівської, Нововоронцовської та Тягинської територіальних громад зафіксовано російські артилерійські обстріли та атаки безпілотниками. Постраждали населені пункти Берислав, Зміївка, Новорайськ, Михайлівка, Петрівка, Осокорівка, Тягинка, Бургунка, Львове, Миколаївка та Ольгівка. Пошкоджено житлові будинки та господарські споруди. У Петрівці зафіксовано загоряння сухої рослинності та приватних домоволодінь; пожежу ліквідовано силами ДСНС і ДПО Нововоронцовської громади. У Бургунці загинула 75–річна жінка. Поблизу Новорайська троє поліцейських отримали поранення під час евакуації тіла загиблого; їм надано медичну допомогу. Інформацію надав начальник Бериславської районної військової адміністрації Володимир Літвінов.

### 14 серпня 2025 року
14 серпня 2025 року на території Бериславської, Новорайської, Новоолександрівської, Нововоронцовської, Милівської та Тягинської територіальних громад зафіксовано російські артилерійські обстріли та атаки безпілотниками. Постраждали населені пункти Берислав, Новоберислав, Шляхове, Раківка, Червоний Маяк, Монастирське, Біляївка, Любимівка, Осокорівка, Качкарівка, Новокаїри, Тягинка, Бургунка, Львове, Миколаївка, Ольгівка та Одрадокам’янка. Унаслідок обстрілів пошкоджено житлові будинки та господарські споруди. У Осокорівці виникла пожежа в нежитлових приміщеннях сільськогосподарського підприємства. Загоряння сухої рослинності зафіксовано поблизу Новокаїр на території НПП «Кам’янська Січ» та в Любимівці; ліквідацією займалися добровільна пожежна охорона «Кам’янська Січ» і місцева пожежна охорона Нововоронцовської громади. За медичною допомогою звернулися троє чоловіків віком 61, 63 та 68 років, які були поранені 12 серпня 2025 року в Бериславі внаслідок атаки безпілотника. Інформацію надав начальник Бериславської районної військової адміністрації Володимир Літвінов.

### 15 серпня 2025 року
15 серпня 2025 року на території Бериславської, Нововоронцовської, Милівської та Тягинської територіальних громад зафіксовано російські артилерійські обстріли та атаки безпілотниками. Постраждали населені пункти Берислав, Шевченківка, Дудчани, Качкарівка, Новокаїри, Тягинка, Львове, Миколаївка та Ольгівка. Унаслідок обстрілів пошкоджено житлові будинки та господарські споруди, зафіксовано випадки загоряння. Жертв і постраждалих серед цивільного населення немає. Інформацію надав начальник Бериславської районної військової адміністрації Володимир Літвінов.

### 16 серпня 2025 року
16 серпня 2025 року на території Бериславської, Новорайської, Нововоронцовської та Тягинської територіальних громад зафіксовано російські артилерійські обстріли та атаки безпілотниками. Постраждали населені пункти Берислав, Новорайськ, Костирка, Нововоскресенське, Осокорівка, Тягинка, Бургунка, Львове, Миколаївка, Ольгівка та Одрадокам’янка. Унаслідок обстрілів пошкоджено житлові будинки та господарські споруди. Жертв і постраждалих серед цивільного населення немає. Інформацію надав начальник Бериславської районної військової адміністрації Володимир Літвінов.

### 17 серпня 2025 року
17 серпня 2025 року на території Бериславської, Новорайської, Милівської та Тягинської територіальних громад зафіксовано російські артилерійські обстріли та атаки безпілотниками. Постраждали населені пункти Берислав, Новоберислав, Томарине, Новорайськ, Дудчани, Новокаїри, Саблуківка, Тягинка, Бургунка, Львове, Миколаївка, Ольгівка та Одрадокам’янка. Унаслідок обстрілів пошкоджено житлові будинки, господарські споруди та приватний транспортний засіб. У Саблуківці поранено 50–річного чоловіка, якого доставлено до лікарні. Інформацію надав начальник Бериславської районної військової адміністрації Володимир Літвінов.

### 18 серпня 2025 року
18 серпня 2025 року на території Бериславської, Новорайської та Тягинської територіальних громад зафіксовано російські артилерійські обстріли та атаки безпілотниками. Постраждали населені пункти Берислав, Новорайськ, Тягинка, Бургунка, Львове, Миколаївка, Ольгівка та Одрадокам’янка. Унаслідок обстрілів пошкоджено житлові будинки та господарські споруди. Жертв і постраждалих серед цивільного населення немає. Інформацію надав начальник Бериславської районної військової адміністрації Володимир Літвінов.

### 19 серпня 2025 року
19 серпня 2025 року на території Бериславської, Новорайської, Новоолександрівської, Нововоронцовської та Тягинської територіальних громад зафіксовано російські артилерійські обстріли та атаки безпілотниками. Постраждали населені пункти Берислав, Шляхове, Новорайськ, Монастирське, Біляївка, Гаврилівка, Золота Балка, Нововоскресенське, Бургунка, Львове, Миколаївка, Ольгівка та Одрадокам’янка. Унаслідок обстрілів пошкоджено житлові будинки, господарські споруди, адміністративну будівлю та дошкільний навчальний заклад у Новорайську. У Біляївці, поблизу об’єкта критичної інфраструктури, тимчасово було припинено електропостачання в трьох населених пунктах; електропостачання відновлено. У межах Новорайської громади без електроенергії залишаються чотири населені пункти, ще один — частково. У Новорайську загинув 48–річний чоловік внаслідок удару з реактивної системи залпового вогню. Інформацію надав начальник Бериславської районної військової адміністрації Володимир Літвінов.